# The Best of Stone Fury
The Best of Stone Fury è un album raccolta degli Stone Fury, uscito nel 1988 per l'Etichetta discografica MCA Records.

## Tracce
1. Break Down The Walls (Wolf, Gowdy)
2. Lies On The Run (Wolf, Gowdy)
3. Too Late (Wolf, Gowdy)
4. Life Is To Lonely (Wolf, Gowdy)
5. Mama's Love (Wolf, Gowdy)
6. Babe (Wolf, Gowdy)
7. Let Them Talk (Wolf, Gowdy)
8. Eye Of The Storm (Wolf, Gowdy)
9. I Hate To Sleep Alone (Wolf, Gowdy)
10. Shannon You Lose (Wolf, Gowdy)

## Musicisti
- Lenny Wolf - voce, chitarra
- Bruce Gowdy - chitarra solista, tastiere, cori
- Dean Cortez - basso
- Rick Wilson - basso
- Vinnie Colaiuta - batteria
- Jody Cortez - batteria
- Mike Fischer - percussioni
- Jim Lang - tastiere
- Alan Pasqua - tastiere
- Richard Landis - tastiere